# The Freddie Mercury Album
The Freddie Mercury Album je samostalni kompilacijski album Britanskog pjevača rock sastava "Queen" Freddija Mercuryja koji je objavljen 16. studenog 1992. godine; godinu dana nakon Mercuryjeve smrti. Na albumu se nalaze pjesme objavljene na albumima "Mr. Bad Guy" i "Barcelona", kao i samostalni singlovi Freddija Mercuryja.

## Popis pjesama
1. "The Great Pretender (Ram) - 3:28
2. "Foolin' Around" (Steve Brown Mix) (Mercury) - 3:36
3. "Time" (Nile Rodgers Mix) (Clark - Christie) - 3:50
4. "Your Kind of Lover" (Mercury) - 3:59
5. "Exercises in Free Love" (Mercury - Moran) - 3:58
6. "In My Defence" (Clark - Daniels - Soames) - 3:52
7. "Mr. Bad Guy" (Mercury) - 3:56
8. "Let's Turn It On" (Mercury) - 3:49
9. "Living on My Own" (Mercury) - 3:39
10. "Love Kills" (Mercury - Moroder) - 4:29
11. "Barcelona" (Mercury - Moran) - 5:37

## Pjesme
1. The Great Pretender (Ram) - Obrada pjesme sastava "The Platters" iz 1955. godine, koji se popeo na 4. mjsto top ljestvice singlova u UK. Freddie je oduvijek želio obraditi ovu pjesmu zajedno sa sastavom "Queen", ali sastav nije pristao stoga što nikad nisu snimili niti jedan studijski materijal nekog drugog autora nego su snimali isključivo svoje radove. Kao prateći vokal pojavljuje se bubnjar sastava "Queen" Roger Taylor koji uz Mercuryja nastupa i u glazbenom spotu u kojem nose žensku odjeću. U spotu su ponovno snimane razne scene iz prijašnjih spotova sastava "Queen". Pjesma je objavljena kao singl 23. veljače 1987. godine. 1999. pjesma je objavljena na kompilaciji Greatest Hits III.
2. Foolin' Around (Steve Brown Mix) (Mercury) - Remiksirana verzija pjesme s albuma Mr. Bad Guy iz 1985. godine.
3. Time (Nile Rodgers Mix) (Clark - Christie) - Remiksirana verzija Mercuryjevog singla "Time" koji je objavljen 6. svibnja 1986. godine. Pjesma je napisana za mjuzikl Davea Clarka "Time" koji govori o rock zvijezdi koju je glumio Cliff Richard. Mjuzikal "Time" se izvodio u Londonskom West Endu.
4. Your Kind of Lover (Steve Brown Mix) (Mercury) - Remiksirana verzija pjesme s albuma Mr. Bad Guy iz 1985. godine.
5. Exercises in Free Love (Mercury - Moran) - Objavljena 23. veljače 1987. godine i 1999. godine na "B" strani singla "The Great Pretender". 1987. Montserrat Caballé je napisala riječi, te je iste godine pjesma objavljena na albumu Bercelona pod nazivom "Ensueño".
6. In My Defence (Ron Nevison Mix) (Clark - Daniels - Soames) - Remiksirana verzija Mercuryjeve pjesme koja je napisana za mjuzikl Davea Clarka "Time". Riječi pjesme su kao stvorene za Mercuryja, stoga je 2000. godine napravljen glazbeni spot u kojem je prikazan život i rad Freddija Mercuryja.
7. Mr. Bad Guy (Brian Malouf Mix) (Mercury) - Remiksirana verzija pjesme s albuma "Mr. Bad Guy" iz 1985. godine.
8. Let's Turn It On (Jeff Lord-Alge Mix) - Remiksirana verzija pjesme s albuma "Mr. Bad Guy" iz 1985. godine.
9. Living on My Own (Julian Raymond Mix) (Mercury) - Remiksirana verzija pjesme s albuma "Mr. Bad Guy" iz 1985. godine.
10. Love Kills (Mercury - Moroder) - Objavljena 10. rujna 1984. godine kao prvi singl pod imenom Freddija Mercuryja. Pjesma je napisana za soundtrack filma "Meropolis", obradu filma Metropolis iz 1927. godine.
11. Barcelona (Mercury - Moran) - Objavljena na albumu "Barcelona" iz 1988. godine.

## Top ljestvica
| Država                 | Top ljestvica    | Top ljestvica | Naklada              |
|                        | Najviša pozicija | Tjedana       |                      |
| ---------------------- | ---------------- | ------------- | -------------------- |
| Italija                | 1                | 7             |                      |
| Austrija               | 2                | 16            | platinasta           |
| Njemačka               | 3                |               | platinasta           |
| Ujedinjeno Kraljevstvo | 4                | 14            | dvostruka platinasta |
| Nizozemska             | 8                | 30            |                      |
| Švicarska              | 8                | 12            | platinasta           |
| Japan                  | 64               | 6             |                      |